# Nathalie Beatrice Chinje
Nathalie Beatrice Chinje (également connue sous le nom de Dr Nath ) est une entrepreneure et consultante internationale. Elle est la fondatrice et PDG de la société Upbeat Marketing et travaille activement depuis plus de 20 ans au développement du secteur privé, à l'investissement direct étranger et à l'entrepreneuriat féminin sur le continent africain. Dr Nath est membre du Comité de plaidoyer et de communication du Conseil d'administration de l'Autorité sud-africaine des qualifications (SAQA), experte auprès de la Commission de l'Union africaine (CUA) et de la Commission économique des Nations Unies pour l'Afrique (CEA), et consultante auprès de la Banque africaine de développement (BAD).

## Biographie

### Vie personnelle
Née au Cameroun, Dr Nath a huit frères et sœurs. Adolescente, elle fréquente le lycée des Jeunes Filles (lycée de New-Bell) à Douala . Elle est aujourd’hui mère de deux filles et elles vivent en Afrique du Sud.

### Formation
Elle est titulaire d'un Master of Business Administration (MBA) à l'université de Stellenbosch en Afrique du Sud. Elle a obtenu un PhD en management (marketing) de la Wits Business School de l'université du Witwatersrand toujours en Afrique du Sud. Elle a soutenu une thèse sur la thématique: "Mise en œuvre de la gestion de la relation client (CRM) dans les secteurs bancaires et de la téléphonie mobile au Nigéria et en Afrique du Sud".

## Vie professionnelle

### Carrière
En tant que consultante internationale, Dr Nath conseille des entités publiques et privées de premier plan dans des secteurs tels que les services financiers, l'information, la communication et la technologie, ainsi que la vente au détail et l'exploitation minière. Elle intervient sur les thèmes de l'entrepreneuriat, de l'autonomisation économique des femmes, de l'intégration de la dimension de genre et du développement du secteur privé en Afrique. Elle est conseillère principale du Secrétaire général de la Banque africaine de développement (BAD) depuis 2016. Elle est également membre du conseil d'administration de la Businesswomen’s Association of South Africa, qui compte plus de 25 000 membres, et préside le comité de marque, de marketing et de communication de l'organisation.
Dr Nath travaille à l’échelle internationale pour développer des relations commerciales avec des clients aux États-Unis, en Europe et en Afrique. Elle a également joué un rôle déterminant dans la création de partenariats et d’opportunités mutuellement bénéfiques, en facilitant l’entrée sur le marché et en fournissant un marketing stratégique, une gestion d’entreprise, une assistance commerciale et technique à ces organisations et à leurs filiales en Afrique. Dr. Nathalie Chinje a fondé la société UPbeat Marketing en 2004. En outre, Dr Nath est une conférencière recherchée sur les thèmes de l'entrepreneuriat, des femmes d'affaires africaines, du commerce mondial et de la chaîne d'approvisionnement mondiale, du commerce en Afrique et de l'émancipation économique des femmes.

## Réalisations
Alors qu'elle dirigeait sa société, Upbeat Marketing, en partenariat avec la China Europe International Business School, elle a lancé le Women Entrepreneurship and Leadership for Africa (WELA) en octobre 2017. C'est un programme qui vise à enseigner aux femmes comment devenir des entrepreneures efficaces et où elles bénéficient d'un encadrement par d'autres femmes entrepreneures. Elle a reçu le Global Business Leadership Award 2017 (décerné le 21 septembre 2017 à New York, aux États-Unis). Elle a été finaliste du New African Woman Award 2017 – Catégorie Affaires par New African Woman et IC Publications (Royaume-Uni).

## Carrière universitaire
Nathalie Beatrice Chinje est maître de conférences à la Wits Business School de l'université du Witwatersrand à Johannesburg, en Afrique du Sud. Ses domaines de recherche sont la gestion de la relation client (CRM), les médias sociaux et le marketing stratégique en Afrique.

### Publications
- L'impact économique de l'implication de MTN [13]
- Utilisation continue des services bancaires mobiles et engagement dans la relation client – Une évaluation multipays [14]
- L'influence de la confiance et de la facilité d'utilisation des plateformes de médias sociaux sur l'intention d'utilisation des médias sociaux et le partage d'informations de la génération Y en Afrique du Sud [15]
- Extension du cadre de fidélisation à la marque en quatre étapes dans les télécommunications africaines [16]
- Exploiter le marketing numérique pour accéder aux marchés : opportunités pour les PME africaines [17]
- Les natifs du numérique et le partage d'informations sur les plateformes de médias sociaux : implications pour les gestionnaires [18]
- Marketing stratégique [19]
- Perceptions des consommateurs sur l'utilisation continue des services bancaires mobiles en Finlande et en Afrique du Sud [20]
- Mise en œuvre de la gestion de la relation client (CRM) dans les secteurs bancaires et de la téléphonie mobile au Nigéria et en Afrique du Sud [21]
- L'impact économique de l'implication de MTN au Cameroun[22]